# Marta (canción)
«Marta» es el tercer sencillo oficial del grupo español Nena Daconte en su álbum debut He perdido los zapatos.

## Información
La canción está compuesta por Mai Meneses, al igual que todo el disco, mientras Kim Fanlo fue el productor de la canción.
Formó parte de la promoción del primer trabajo de Nena Daconte pero no tuvo tanto éxito como su anterior sencillo En qué estrella estará aunque si estuvo varias semanas en lista.
La canción tuvo dos videoclips uno creado junto con el primero de Idiota y No eres mi perro más artesanal e intímo, y un segundo videoclip realizado tras el éxito del grupo que guarda cierta relación con el primero en cuanto a que los dos giran en torno a un descapotable.
La canción trata sobre la muerte de la protagonista, Marta.

## Videoclip 1
En el videoclip original de la canción, que tenían colgado en su antigua WEB y que también viene incluido en la Edición de lujo de He perdido los zapatos, se ve a los dos componentes del grupo por la ciudad, paseando en un descapotable y en diferentes poses en las que Mai interpreta la canción.

## Videoclip 2
El segundo videoclip que se realizó de la canción se hizo al ser lanzada la canción como single. En él se ve a los componentes del grupo en un descapotable paseando por carreteras por la noche, en el que Kim conduce el coche y Mai va cantando la canción.
Guarda similitudes con el anterior videoclip en cuanto a que sale el descapotable y salen los dos paseando en él, pero en el primero se veía la ciudad y distintas escenas caminando y en otras posiciones, mientras que en el segundo sólo están ellos en el descapotable y no hay apenas decorados excepto por unos árboles que no son reales.

## Posicionamiento
| Listas (2007)                     | Posición |
| --------------------------------- | -------- |
| Cadena 100                        | 6        |
| Los 40                            | 20       |
| Nielsen                           | 16       |
| Flaix (Top 30)                    | -        |
| Singles iberoamericanos (Top 100) | -        |